# Putlitz
Putlitz é um município da Alemanha, situado no distrito de Prignitz, no estado de Brandemburgo. Tem 118,49 km² de área, e sua população em 2019 foi estimada em 2.664 habitantes.